# Liste der Brücken über den Hinterrhein
Die Liste der Brücken über den Hinterrhein enthält die Brücken über den Hinterrhein vom Quellgebiet bei Hinterrhein bis zum Zusammenfluss mit dem Vorderrhein zum Alpenrhein bei Reichenau.

## Brückenliste
68 Brücken überspannen den Hinterrhein: 48 Strassen- und Feldwegbrücken, 15 Fussgänger- und Velobrücken, drei RhB-Eisenbahnbrücken und zwei Talsperren.

### TalschaftRheinwald
28 Übergänge überspannen den Fluss von Hinterrhein bis Sufers.
| Bild | Name                                              | Ort                 | Lage | Funktion                                                                                     | Konstruktion       | Material   | Länge in m | Höhe m ü. M. | Bemerkungen |
| ---- | ------------------------------------------------- | ------------------- | ---- | -------------------------------------------------------------------------------------------- | ------------------ | ---------- | ---------- | ------------ | --- |
|      | Unbenannte Brücke                                 | Hinterrhein         |      | Strassenbrücke (zweispurig) mit Trottoir                                                     | Bogenbrücke        | Beton      | 30         | 1631         | Allgemeines Fahrverbot: Fahrzeuge des Bundes, Alp- und Forstwirtschaft sowie Zubringerdienst gestattet Die Brücke befindet sich auf dem Schiessplatz Hinterrhein. |
|      | Unbenannte Brücke                                 | Hinterrhein         |      | Feldwegbrücke                                                                                | Balkenbrücke       | Beton      | 22         | 1622         | Die Brücke befindet sich auf dem Schiessplatz Hinterrhein. |
|      | Unbenannte Brücke                                 | Hinterrhein         |      | Strassenbrücke (einspurig) mit abgetrenntem Trottoir                                         | Balkenbrücke       | Beton      | 25         | 1616         | Die Brücke befindet sich auf dem Schiessplatz Hinterrhein. Die hydrometrische Messstation Hinterrhein - Hinterrhein, Schiessplatz (2631) vom Bundesamt für Umwelt (BAFU) befindet sich auf der linken Flussseite. |
|      | Neue Landbrücke (Passstrasse)                     | Hinterrhein         |      | Strassenbrücke (zweispurig) 558                                                              | Bogenbrücke        | Stein      | 55         | 1611         | Gebaut 1818–1823 Höchstgeschwindigkeit 80 km/h PostAuto-Buslinie 541 (Hinterrhein–San Bernardino–Nufenen) Veloland-Route 6 Graubünden-Route (Etappe 6 Splügen–S. Bernardino) |
|      | Hinterrheinbrücke Bernardinotunnel (A13-Autobahn) | Hinterrhein         |      | Autostrassenbrücke (zweispurig mit Einfädelungsstreifen)                                     | Balkenbrücke       | Beton      | 160        | 1613         | Gebaut 2000, ersetzte Brücke von 1968 Mindestabstand für Lastwagen und Busse: 150 m Höchstgeschwindigkeit 80 km/h PostAuto-Buslinien 171 (Chur–Bellinzona) und 541 (Thusis–San Bernardino–Mesocco) Strasse führt zum Nordportal des San-Bernardino-Tunnels |
|      | Alte Landbrücke                                   | Hinterrhein         |      | Fussgängerbrücke                                                                             | Bogenbrücke        | Stein      | 38         | 1593         | Schützenswerte zweibogige Steinbrücke, gebaut 1693, letztmals renoviert 1935 An dieser Stelle überquerte die alte Saumstrasse über den San-Bernardino-Pass den Fluss. Wanderland-Route 35 Walserweg Graubünden (Etappe 1 San Bernardino–Hinterrhein) |
|      | Unbenannte Brücke                                 | Hinterrhein         |      | Feldwegbrücke                                                                                | Balkenbrücke       | Beton      | 18         | 1588         | Bergwanderweg |
|      | Unbenannte Brücke                                 | Nufenen             |      | Feldwegbrücke                                                                                | Balkenbrücke       | Beton      | 30         | 1556         | Höchstgewicht 26 t |
|      | Unbenannte Brücke                                 | Nufenen             |      | Strassenbrücke (einspurig)                                                                   | Bogenbrücke        | Beton      | 25         | 1540         | Höchstgewicht 20 t Veloland-Route 6 Graubünden-Route (Etappe 6 Splügen–S. Bernardino) und Route 505 Rheinwald Route (Splügen–Splügen) Wanderweg |
|      | Unbenannte Brücke                                 | Nufenen             |      | Feldwegbrücke                                                                                | Bogenbrücke        | Beton      | 30         | 1518         | Höchstgewicht 6 t |
|      | Unbenannte Brücke                                 | Medels im Rheinwald |      | Feldwegbrücke                                                                                | Balkenbrücke       | Beton      | 30         | 1495         | Verbot für Motorwagen und Motorräder: Land- und forstwirtschaftlicher Verkehr gestattet Veloland-Route 6 Graubünden-Route (Etappe 6 Splügen–S. Bernardino) und Route 505 Rheinwald Route (Splügen–Splügen) Langlaufen-Route 279 Rheinwald-Medelserloipe (Splügen–Splügen) Wanderweg                                                                                      |
|      | Tambobrücke                                       | Medels im Rheinwald |      | Strassenbrücke                                                                               | Gedeckte Brücke    | Holz       | 34         | 1475         | Gebaut 1938, ersetzte offene Holzbrücke aus dem 19. Jh. Wanderweg |
|      | Langlaufbrücke Splügen                            | Medels im Rheinwald |      | Loipenbrücke                                                                                 | Hängebrücke        | Stahl Holz | 40         | 1470         | Gebaut 2009 Langlaufen-Route 279 Rheinwald-Medelserloipe (Splügen–Splügen) |
|      | Hinterrheinbrücke Splügen‑West (A13-Autobahn)     | Splügen             |      | Autostrassenbrücke (zweispurig)                                                              | Balkenbrücke       | Beton      | 135        | 1467         | Gebaut 1963 Mindestabstand für Lastwagen und Busse: 150 m Höchstgeschwindigkeit 80 km/h |
|      | Rheinbrücke Splügen                               | Splügen             |      | Strassenbrücke (zweispurig) mit Trottoir 567                                                 | Balkenbrücke       | Beton      | 36         | 1457         | Ersetzte gedeckte Holzbrücke von 1834 Höchstgeschwindigkeit 50 km/h Wanderland-Route 50 Via Spluga (Etappe 3 Splügen–Isola (I)) und Route 759 Surettaseen-Weg (Splügen–Splügen) PostAuto-Buslinien 171 (Chur–Bellinzona), 541 (Thusis–San Bernardino–Mesocco) und 561 (Splügenpass-Linie)                                                                                |
|      | Hinterrheinbrücke Splügen‑Ost (A13-Autobahn)      | Splügen             |      | Autostrassenbrücke (zweispurig)                                                              | Balkenbrücke       | Beton      | 110        | 1452         | Gebaut 1964 Mindestabstand für Lastwagen und Busse: 150 m Höchstgeschwindigkeit 80 km/h PostAuto-Buslinien 171 (Chur–Bellinzona) und 541 (Thusis–San Bernardino–Mesocco) |
|      | Grüne Brücke (A13-Autobahn)                       | Splügen             |      | Autostrassenbrücke (zweispurig)                                                              | Bogenbrücke        | Beton      | 88         | 1455         | Gebaut 1961 Mindestabstand für Lastwagen und Busse: 150 m Höchstgeschwindigkeit 80 km/h PostAuto-Buslinien 171 (Chur–Bellinzona) und 541 (Thusis–San Bernardino–Mesocco) |
|      | Nesabrücke (Italienische Strasse)                 | Splügen             |      | Strassenbrücke (zweispurig)                                                                  | Bogenbrücke        | Stein      | 40         | 1446         | Gebaut 1853, saniert 2012 Höchstgeschwindigkeit 80 km/h Veloland-Route 6 Graubünden-Route (Etappe 5 Thusis–Splügen) |
|      | Hinterrheinbrücke Rüti (A13-Autobahn)             | Splügen             |      | Autostrassenbrücke (zweispurig)                                                              | Trapezrahmenbrücke | Beton      | 100        | 1438         | Schiefwinklige Brücke, gebaut 1959 Mindestabstand für Lastwagen und Busse: 150 m Höchstgeschwindigkeit 60 km/h PostAuto-Buslinien 171 (Chur–Bellinzona) und 541 (Thusis–San Bernardino–Mesocco) |
|      | Hinterrheinbrücke Rüti (Italienische Strasse)     | Splügen             |      | Strassenbrücke (zweispurig)                                                                  | Trapezrahmenbrücke | Beton      | 60         | 1420         | Höchstgeschwindigkeit 80 km/h Wanderland-Route 6 Alpenpässe-Weg (Etappe 5 Ausserferrera–Alp Nursera–Rosschopf–Splügen) |
|      | Staumauer Sufers                                  | Sufers              |      | Werkbrücke (einspurig) auf der Wehrkrone mit Fussgänger- und Veloübergang                    | Talsperre          | Beton      | 160        | 1401         | Bogenstaumauer, fertiggestellt 1962 Ausgenommen Fahrrad Veloland-Route 6 Graubünden-Route (Etappe 5 Thusis–Splügen) und Route 505 Rheinwald Route (Splügen–Splügen) Wanderweg |
|      | Crestawaldbrücke (A13-Autobahn)                   | Sufers              |      | Autostrassenbrücke (zweispurig)                                                              | Bogenbrücke        | Beton      | 124        | 1390         | Gebaut 1958/59 Mindestabstand für Lastwagen und Busse: 150 m Höchstgeschwindigkeit 80 km/h PostAuto-Buslinien 171 (Chur–Bellinzona) und 541 (Thusis–San Bernardino–Mesocco) |
|      | Alte Crestawaldbrücke                             | Sufers              |      | Strassenbrücke (einspurig), dient heute nur noch Landwirtschaft, Fussgängern und Velofahrern | Gedeckte Brücke    | Holz       | 20         | 1342         | Gedeckte Holzbrücke, gebaut 1916 |
|      | Festungsmuseumsbrücke Crestawald                  | Sufers              |      | Strassenbrücke (einspurig)                                                                   | Bogenbrücke        | Holz Beton | 32         | 1333         | Gebaut 1996, ersetzte Stahlbetonbrücke von 1940 Fahrzeuge des Bundes, Land- und Forstwirtschaft sowie Zubringerdienst gestattet Bergwanderweg |
|      | Autobahn-Abfahrtbrücke                            | Sufers              |      | Strassenbrücke (einspurig)                                                                   | Balkenbrücke       | Beton      | 100        | 1323         | Einbahnstrasse |
|      | Traversabrücke                                    | Sufers              |      | Strassenbrücke (zweispurig)                                                                  | Balkenbrücke       | Beton      | 30         | 1322         | Höchstgeschwindigkeit 80 km/h Veloland-Route 6 Graubünden-Route (Etappe 5 Thusis–Splügen) |
|      | Traversasteg                                      | Sufers              |      | Fussgängerbrücke                                                                             | Hängebrücke        | Stahl Holz | 30         | 1310         | Gebaut 2002 Warnung: Schaukeln und Besteigen des Geländers ist verboten. Die Benützung der Brücke geschieht auf eigene Gefahr. Die Gemeinde Sufers lehnt jegliche Haftung ab! Mountainbike-Route 1 Alpine Bike (Etappe 6 Tiefencastel–Safien Platz) und Route 90 Graubünden Bike (Etappe 9 Thusis–Safien Platz) Wanderland-Route 50 Via Spluga (Etappe 2 Andeer–Splügen) |
|      | Traversabrücke (A13-Autobahn)                     | Sufers              |      | Autostrassenbrücke (zweispurig)                                                              | Hohlkastenbrücke   | Beton      | 250        | 1300         | Eröffnet 1967 Mindestabstand für Lastwagen und Busse: 150 m Höchstgeschwindigkeit 80 km/h PostAuto-Buslinien 171 (Chur–Bellinzona) und 541 (Thusis–San Bernardino–Mesocco) Die Brücke überquert auch die Hauptstrasse 13. |

### Roflaschlucht
4 Übergänge überspannen den Fluss in der Roflaschlucht.
| Bild | Name                       | Ort    | Lage | Funktion                        | Konstruktion     | Material | Länge in m | Höhe m ü. M. | Bemerkungen |
| ---- | -------------------------- | ------ | ---- | ------------------------------- | ---------------- | -------- | ---------- | ------------ | --- |
|      | Mutbrücke Rofla            | Andeer |      | Fussgängerbrücke                | Gedeckte Brücke  | Holz     | 18         | 1190         | Gebaut 1939 |
|      | Roflabrücke (A13-Autobahn) | Andeer |      | Autostrassenbrücke (zweispurig) | Hohlkastenbrücke | Beton    | 180        | 1212         | Fertiggestellt 1966 Mindestabstand für Lastwagen und Busse: 150 m Höchstgeschwindigkeit 80 km/h PostAuto-Buslinien 171 (Chur–Bellinzona) und 541 (Thusis–San Bernardino–Mesocco) Überquert auch die Hauptstrasse 13 |
|      | Wasserfall-Felsengalerie   | Andeer |      | Fussgängerbrücke                | Furt             | Stein    | 10         | 1110         | Galerie, gebaut 1907–1914, unterquert Wasserfall |
|      | Roflaschluchtbrücke        | Andeer |      | Fussgängerbrücke                | Gedeckte Brücke  | Holz     | 15         | 1101         | Gedeckte Holzbrücke, gebaut 1917 |

### TalschaftSchams
12 Übergänge überspannen den Fluss vom Lai da Seara in Andeer bis Rania in Zillis.
| Bild | Name                                      | Ort             | Lage | Funktion                                        | Konstruktion     | Material    | Länge in m | Höhe m ü. M. | Bemerkungen |
| ---- | ----------------------------------------- | --------------- | ---- | ----------------------------------------------- | ---------------- | ----------- | ---------- | ------------ | --- |
|      | Seebrücke Bärenburg                       | Andeer          |      | Fussgängerbrücke                                | Gedeckte Brücke  | Holz        | 43         | 1085         | Gedeckte Holzbrücke, gebaut 2020 Geplante neue, abgeänderte Linienführung der Wanderland-Route 50 Via Spluga (Etappe 2 Andeer–Splügen) Brücke führt über den Stausee Lai da Seara                               |
|      | Zentrale Bärenburg                        | Andeer          |      | Laufwasserkraftwerk                             | Talsperre        | Beton       | 130        | 1060         | Kraftwerk Bärenburg, eröffnet 1962 |
|      | Unbenannte Brücke                         | Andeer          |      | Strassenbrücke (einspurig)                      | Hängebrücke      | Stahl       | 60         | 995          | Höchstgeschwindigkeit 10 km/h |
|      | Unbenannte Brücke                         | Andeer          |      | Strassenbrücke (einspurig) mit Trottoir         | Balkenbrücke     | Beton       | 65         | 993          | Vortritt vor dem Gegenverkehr (Fahrtrichtung Andeer) Dem Gegenverkehr Vortritt lassen (Fahrtrichtung Runcs) |
|      | Hinterrheinbrücke Andeer (Veia da Mulegn) | Andeer          |      | Strassenbrücke (einspurig)                      | Gedeckte Brücke  | Holz        | 45         | 978          | Gebaut 1856 Höchstgeschwindigkeit 10 km/h: Reiten und Fahren über die Brücke ausser dem gewöhnlichen Schritt ist bei Busse untersagt. Höchstgewicht 2 t Wanderland-Route 50 Via Spluga (Etappe 1 Thusis–Andeer) |
|      | Hinterrheinbrücke Clugin                  | Clugin – Pignia |      | Strassenbrücke (einspurig) 724.36               | Balkenbrücke     | Beton       | 50         | 956          | Verbot für Anhänger Höchstbreite 2,3 m Bergwanderweg |
|      | Unbenannte Brücke                         | Donat – Pignia  |      | Fussgänger- und Velobrücke                      | Balkenbrücke     | Holz        | 110        | 949          | Verbot für Tiere (Pferd) Hinweistafel: Achtung! Rutschgefahr auf der Holzbrücke Veloland-Route 6 Graubünden-Route (Etappe 5 Thusis–Splügen)                                                                     |
|      | Hinterrheinbrücke Fundogn (A13-Autobahn)  | Donat – Pignia  |      | Autostrassenbrücke (vierspurig)                 | Balkenbrücke     | Beton       | 100        | 950          | Eröffnet 1973 Mindestabstand für Lastwagen und Busse: 150 m Höchstgeschwindigkeit 100 km/h In Fahrtrichtung Chur verengt sind die Fahrbahn von zwei Spuren auf eine PostAuto-Buslinie 171 (Chur–Bellinzona)     |
|      | Resgia-Brücke                             | Zillis          |      | Strassenbrücke (zweispurig) mit Trottoir 724.30 | Balkenbrücke     | Beton       | 70         | 933          | Höchstgeschwindigkeit 80 km/h Veloland-Route 6 Graubünden-Route (Etappe 5 Thusis–Splügen) Wanderland-Route 50 Via Spluga (Etappe 1 Thusis–Andeer) PostAuto-Buslinie 551 (Andeer–Wergenstein)                    |
|      | Unbenannte Brücke                         | Zillis          |      | Feldwegbrücke                                   | Balkenbrücke     | Beton       | 60         | 923          | Allgemeines Fahrverbot: Ausgenommen land- und forstwirtschaftliche Fahrten |
|      | Hinterrheinbrücke Crusch (A13-Autobahn)   | Zillis          |      | Autostrassenbrücke (zweispurig)                 | Hohlkastenbrücke | Beton       | 90         | 922          | Eröffnet 1967 Mindestabstand für Lastwagen und Busse: 150 m Höchstgeschwindigkeit 100 km/h PostAuto-Buslinie 171 (Chur–Bellinzona)                                                                              |
|      | Raniabrücke                               | Zillis          |      | Strassenbrücke (zweispurig)                     | Bogenbrücke      | Stein Beton | 50         | 883          | Gebaut 1834, saniert 1987 Höchstgeschwindigkeit 80 km/h Veloland-Route 6 Graubünden-Route (Etappe 5 Thusis–Splügen) Bergwanderweg PostAuto-Buslinie 541 (Thusis–San Bernardino–Mesocco)                         |

### Viamalaschlucht
7 Brücken überspannen den Fluss in der Viamala.
| Bild | Name                                           | Ort                | Lage | Funktion                        | Konstruktion    | Material    | Länge in m | Höhe m ü. M. | Bemerkungen |
| ---- | ---------------------------------------------- | ------------------ | ---- | ------------------------------- | --------------- | ----------- | ---------- | ------------ | --- |
|      | Grosse Viamala-Brücke (A13-Autobahn)           | Zillis             |      | Autostrassenbrücke (zweispurig) | Bogenbrücke     | Beton       | 180        | 910          | Gebaut 1965–1967 Mindestabstand für Lastwagen und Busse: 150 m Höchstgeschwindigkeit 80 km/h PostAuto-Buslinien 171 (Chur–Bellinzona) und 541 (Thusis–San Bernardino–Mesocco) |
|      | Suransuns-Brücke                               | Zillis             |      | Fussgängerbrücke                | Spannbandbrücke | Stahl       | 45         | 850          | Gebaut 1999 Wanderland-Route 50 Via Spluga (Etappe 1 Thusis–Andeer) |
|      | Premoli-Brücke (Zweite Viamalabrücke)          | Zillis             |      | Strassenbrücke (zweispurig)     | Bogenbrücke     | Stein Beton | 40         | 879          | Schützenswerte Steinbogenbrücke, gebaut 1935, ersetzte Brücke von 1739, instand gesetzt 2021 Höchstgeschwindigkeit 80 km/h Veloland-Route 6 Graubünden-Route (Etappe 5 Thusis–Splügen) Wanderland-Route 50 Via Spluga (Etappe 1 Thusis–Andeer) PostAuto-Buslinie 541 (Thusis–San Bernardino–Mesocco) |
|      | Wildener-Brücke                                | Zillis             |      | Fussgängerbrücke                | Bogenbrücke     | Stein       | 30         | 878          | Schützenswerte Steinbogenbrücke, gebaut 1738/39, erweitert 1821, restauriert 1988/89, instand gesetzt 2019/20 |
|      | Zwillings-Schluchtenbrücken                    | Zillis             |      | Fussgängerbrücke                | Bogenbrücke     | Stahl Holz  | 10 und 8   | 843          | |
|      | Hinterrheinbrücke Trögli (Erste Viamalabrücke) | Zillis             |      | Strassenbrücke (zweispurig)     | Bogenbrücke     | Stein       | 30         | 863          | Gebaut 1938, instand gesetzt 2019/20 Höchstgeschwindigkeit 80 km/h Veloland-Route 6 Graubünden-Route (Etappe 5 Thusis–Splügen) PostAuto-Buslinie 541 (Thusis–San Bernardino–Mesocco) |
|      | Traversina-Brücke                              | Rongellen – Zillis |      | Strassenbrücke (einspurig)      | Balkenbrücke    | Beton       | 25         | 841          | Bergwanderweg |

### RegionDomleschg/Heinzenberg
17 Brücken überspannen den Fluss von Thusis bis Bonaduz.
| Bild                                                                                              | Name                                                | Ort                        | Lage | Funktion                                                 | Konstruktion       | Material   | Länge in m | Höhe m ü. M. | Bemerkungen |
| ------------------------------------------------------------------------------------------------- | --------------------------------------------------- | -------------------------- | ---- | -------------------------------------------------------- | ------------------ | ---------- | ---------- | ------------ | --- |
|                                                                                                   | Hinterrheinbrücke Thusis (A13-Autobahn)             | Thusis – Sils im Domleschg |      | Autostrassenbrücke (dreispurig)                          | Hohlkastenbrücke   | Beton      | 366        | 710          | Gebaut 1993–1996 Mindestabstand für Lastwagen und Busse: 150 m Höchstgeschwindigkeit 80 km/h PostAuto-Buslinien 171 (Chur–Bellinzona) und 541 (Thusis–San Bernardino–Mesocco) |
|                                                                                                   | Hinterrheinbrücke Viamalaweg                        | Thusis – Sils im Domleschg |      | Strassenbrücke (zweispurig) mit Trottoir 744.00          | Bogenbrücke        | Beton      | 80         | 700          | Wanderland-Route 33 Via Albula/Bernina (Etappe 1 Thusis–Tiefencastel) PostAuto-Buslinien 512 (Thusis–Almens) und 521 (Thusis–Obermutten) |
|                                                                                                   | Hinterrheinbrücke Thusis (Rhätische Bahn)           | Thusis – Sils im Domleschg |      | Eisenbahnbrücke (zweigleisig)                            | Bogenbrücke        | Beton      | 216        | 700          | Gebaut 1993, ersetzte Stahlfachwerkbrücke von 1901 Höchstgeschwindigkeit 55 km/h Bahnstrecke Albulalinie, eröffnet 1903 Die Brücke überquert auch die A13 |
|                                                                                                   | Hinterrheinbrücke Plattis (Schinstrasse)            | Thusis – Sils im Domleschg |      | Strassenbrücke (zweispurig) mit Trottoir 417             | Balkenbrücke       | Beton      | 180        | 690          | Gebaut 1997–1999 Höchstgeschwindigkeit 80 km/h PostAuto-Buslinien 171 (Chur–Bellinzona), 512 (Thusis–Rhäzüns) und 541 (Thusis–San Bernardino–Mesocco) |
|                                                                                                   | Silsersteg                                          | Thusis – Sils im Domleschg |      | Fussgänger- und Velobrücke                               | Hängebrücke        | Stahl Holz | 62         | 675          | Gebaut 1917, saniert 2020 Verbot für Motorräder Verbot für Tiere (Pferd) Hinweistafel: max. 5 Personen, Schaukeln verboten! Veloland-Route 6 Graubünden-Route (Etappe 2 Thusis–Bergün) Wanderland-Route 35 Walserweg Graubünden (Etappe 6 Thusis–Obermutten) und Route 50 Via Spluga (Etappe 1 Thusis–Andeer) |
|                                                                                                   | Hinterrheinbrücke Sils (A13-Autobahn)               | Thusis – Sils im Domleschg |      | Autostrassenbrücke (vierspurig)                          | Balkenbrücke       | Beton      | 355        | 665          | Eröffnet 1983 Mindestabstand für Lastwagen und Busse: 150 m Höchstgeschwindigkeit 100 km/h PostAuto-Buslinien 171 (Chur–Bellinzona) und 512 (Thusis–Rhäzüns) |
|                                                                                                   | Äussere Heinzenbergstrasse-Brücke                   | Thusis – Fürstenau         |      | Strassenbrücke (zweispurig) mit Trottoir                 | Balkenbrücke       | Beton      | 100        | 664          | PostAuto-Buslinie 512 (Thusis–Rhäzüns) Die hydrometrische Messstation Hinterrhein - Fürstenau (2387) vom Bundesamt für Umwelt (BAFU) befindet sich auf der rechten Flussseite. Flussaufwärts der Brücke befindet sich das national geschützte Auengebiet Cumparduns. |
|                                                                                                   | California-Brücke                                   | Cazis – Fürstenau          |      | Fussgänger- und Velobrücke                               | Balkenbrücke       | Beton Holz | 60         | 654          | Andere Gefahren: Schranke (abschliessbare Metallschranke auf rechter Flussseite) Wanderweg |
|                                                                                                   | Hinterrheinbrücke Cazis (A13-Autobahn)              | Cazis – Fürstenau          |      | Autostrassenbrücke (vierspurig)                          | Hohlkastenbrücke   | Beton      | 170        | 651          | Gebaut 1976–1978, instand gesetzt 2014–2016 Mindestabstand für Lastwagen und Busse: 150 m Höchstgeschwindigkeit 100 km/h PostAuto-Buslinie 171 (Chur–Bellinzona) |
|                                                                                                   | Unbenannter Steg                                    | Realta – Rodels            |      | Fussgängerbrücke                                         | Balkenbrücke       | Beton      | 55         | 640          | |
|                                                                                                   | Bahnhofstrasse-Brücke                               | Realta – Rodels            |      | Strassenbrücke (zweispurig) mit Trottoir                 | Balkenbrücke       | Beton      | 92         | 640          | PostAuto-Buslinie 511 (Thusis–Almens) Veloland-Route 6 Graubünden-Route (Etappe 1 Chur–Thusis) |
|                                                                                                   | Kantonsstrasse-Brücke                               | Cazis – Rothenbrunnen      |      | Strassenbrücke (zweispurig) mit Trottoir 744             | Balkenbrücke       | Beton      | 108        | 629          | PostAuto-Buslinie 512 (Thusis–Rhäzüns) |
|                                                                                                   | Dorfstrasse-Brücke                                  | Cazis – Rothenbrunnen      |      | Fussgänger- und Velobrücke                               | Fachwerkbrücke     | Stahl      | 56         | 623          | Verbot für Motorwagen und Motorräder Metallpoller dienen als Durchfahrtssperre Mountainbike-Route 261 Rhäzünser Rheinauen (Rhäzüns–Rhäzüns) Wanderweg Während des Zweiten Weltkriegs wurde an der Brücke von der Schweizer Armee ein Sprengobjekt angebracht. |
|                                                                                                   | Hinterrheinbrücke Bonaduz (A13-Autobahn)            | Bonaduz                    |      | Autostrassenbrücke (zweispurig)                          | Hohlkastenbrücke   | Beton      | 350        | 595          | Gebaut 1979, Sanierung vorgesehen 2022/23 mit Anhängung des Fussgänger- und Velostegs »Nuign« Die A13 zwischen Thusis und Reichenau wurde 1983 in Betrieb genommen. Mindestabstand für Lastwagen und Busse: 150 m Höchstgeschwindigkeit 80 km/h PostAuto-Buslinie 171 (Chur–Bellinzona) Das Bauwerk befindet sich im national geschützten Auengebiet Rhäzünser Rheinauen. Auf der rechten Flussseite befindet sich das national geschützte Amphibienlaichgebiet Bregl. |
|                                                                                                   | Hinterrheinbrücke Reichenau (A13-Autobahn)          | Bonaduz – Domat/Ems        |      | Autostrassenbrücke (zweispurig) mit Ausfädelungsstreifen | Hohlkastenbrücke   | Beton      | 76         | 594          | Gebaut 1962–1964 Mindestabstand für Lastwagen und Busse: 150 m Höchstgeschwindigkeit 80 km/h PostAuto-Buslinie 171 (Chur–Bellinzona) |
|                                                                                                   | Zweite Hinterrheinbrücke Reichenau (Rhätische Bahn) | Bonaduz – Domat/Ems        |      | Eisenbahnbrücke (eingleisig)                             | Trapezrahmenbrücke | Stahl      | 199        | 594          | Die Brücke wurde 2017/18 erstellt. Albulalinie und Bahnstrecke Reichenau-Tamins–Disentis/Mustér Höchstgeschwindigkeit 60 km/h Die Brücke überquert auch die A13. |
| Brücke vor Sanierung (Juli 2017) Brücke nach Sanierung (Juni 2023) Fussgängersteg (eröffnet 2021) | Hinterrheinbrücke Reichenau (Rhätische Bahn)        | Bonaduz – Domat/Ems        |      | Eisenbahnbrücke (eingleisig) mit Fussgängersteg          | Fachwerkbrücke     | Stahl      | 151        | 594          | Die denkmalgeschützte Stahlfachwerkbrücke wurde 1895 erstellt. Nach dem Bau der zweiten Brücke wurde sie 2018/19 saniert. Albulalinie und Bahnstrecke Reichenau-Tamins–Disentis/Mustér Höchstgeschwindigkeit 65 km/h Wanderweg |